# Макровирус
Макровирус — это разновидность компьютерных вирусов, разработанных на макроязыках, встроенных в такие прикладные пакеты ПО, как Microsoft Office. Для своего размножения такие вирусы используют возможности макроязыков: при редактировании или открытии файлов вирус проникает в систему и заражает другие документы или другой контент (элементы управления ActiveX, надстройки COM). 
Большая часть макровирусов написана для MS Word. Взаимодействие вируса именно с программным обеспечением позволяет ему атаковать файлы не только при использовании операционной системы Windows, но и MacOS.
Макровирусы распространяются через электронные письма, съемные носители информации и компьютерные сети. Их можно использовать для установки стороннего, чаще всего вредоносного, программного обеспечения без согласия пользователя. Однако результаты такого вмешательства современные антивирусные программы легко отслеживают, хотя сами макровируса могут быть трудноопределимы.
Кроме установки стороннего ПО к основным действиям, производимым макровирусами, можно отнести: удаление, повреждение, перемещение и отправку файлов, форматирование дисков, встраивание изображений.
Распространённость макросов и, как следствие, макровирусов привело к тому, что, начиная с Microsoft Office 2007, файлам Office был присвоен отдельный набор расширений файлов (заканчивается "m"). Эти расширения указывают на содержащиеся в них макросы, и позволяют пользователю видеть файлы, которые изначально не должны были содержать макросы, но всё же содержат их. Начиная с июля 2022 года версии Microsoft Office по умолчанию блокируют макросы в файлах, полученных из Интернета. 
Примеры макровирусов: Concept, Melissa, Nuclear, Hancitor (Chanitor). 